# Oeverzwaluw
De oeverzwaluw (Riparia riparia, in het nederlands soms ook rijnzwaluw) is een zangvogel uit de familie van de zwaluwen (Hirundinidae). Hij behoort tot de meest wijdverspreide zwaluwsoorten en is te vinden in waterrijke gebieden, waar hij zich voedt met kleine insecten en broedt in zelfgegraven tunnels in rivieroevers.

## Veldkenmerken

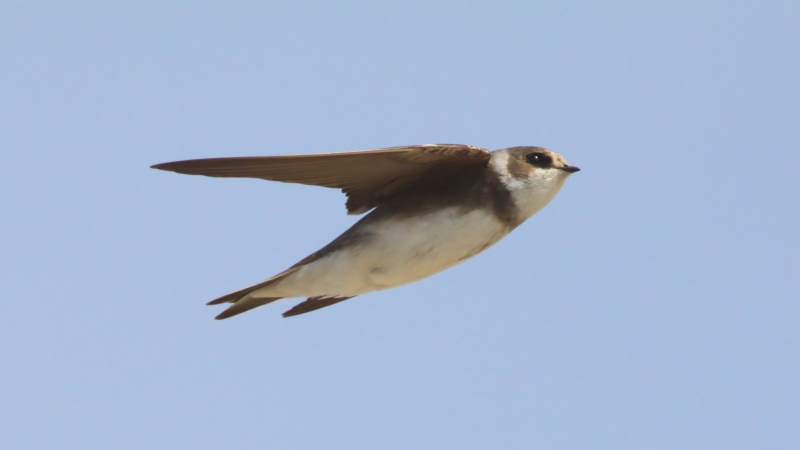
Een oeverzwaluw in de vlucht

Een volwassen oeverzwaluw heeft een gemiddelde lichaamslengte van twaalf centimeter en is daarmee relatief klein in vergelijking tot de meeste zwaluwen. De korte, lichtgevorkte staart en de bovenzijde is dof grijsbruin en de onder- of buikzijde is vrijwel wit. De oeverzwaluw heeft een bruine borstband, een relatief kleine zwarte snavel en donkerbruine poten. Een juveniel van een oeverzwaluw is te herkennen aan de rossige vlekken op de staartveren.
De vlucht van de oeverzwaluw is snel en schokkerig, waarmee hij zich onderscheidt van andere gelijksoortige zwaluwen, zoals de meeste andere zwaluwen van het geslacht Riparia, de huiszwaluw (Delichon urbicum) en de Amerikaanse klifzwaluw (Petrochelidon pyrrhonota). De oeverzwaluw lijkt verder sterk op de witbrauwzwaluw (R. cincta), maar hun verspreidingsgebieden overlappen elkaar alleen 's winters in Sub-Saharisch Afrika.
De oeverzwaluw laat een kwetterend en zoemend lied horen dat tijdens de vlucht continu doorgaat. Wanneer de oeverzwaluw is neergestreken daalt het volume en zijn er meer pauzes in de zang. Wanneer een roofvogel of een andere natuurlijke vijand nadert laat de oeverzwaluw luide alarmkreten horen.

## Gedrag en leefwijze

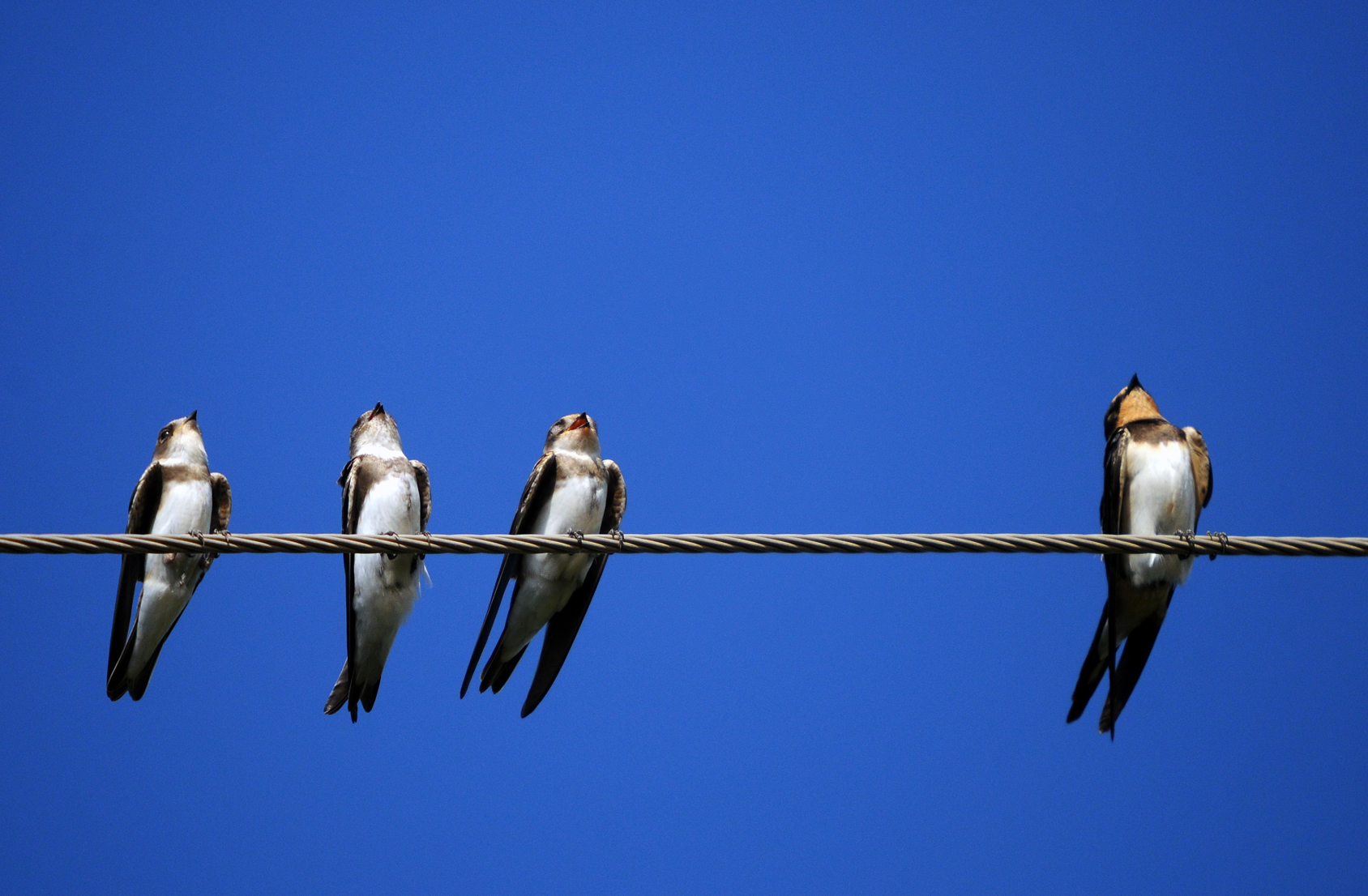
Oeverzwaluwen roesten regelmatig met boerenzwaluwen.

De oeverzwaluw is een sociale vogel en brengt een groot deel van zijn leven door in het gezelschap van andere zwaluwsoorten. Hij broedt bijvoorbeeld vaak samen met de Amerikaanse klifzwaluw en deelt hij zijn roestplaats met de boerenzwaluw (Hirundo rustica).
De oeverzwaluw heeft zich gespecialiseerd in het jagen op kleine insecten, zoals knutten, bladluizen en kleine kevers. Hiermee onderscheidt hij zich van andere zwaluwsoorten die op grotere insecten jagen en bestaat er weinig onderlinge voedselconcurrentie. De oeverzwaluw jaagt vaak laag boven het water op insecten die afhankelijk van water zijn voor hun voortplanting.

### Voortplanting
De oeverzwaluw broedt in kolonies in tunnels van tien centimeter tot ruim een meter, die hij uitgraaft in zand of grind in steile oevers, afgravingen en gronddepots. Over het algemeen wordt elk jaar een nieuw nest uitgegraven, maar het komt voor dat een oeverzwaluw een oud nest verder uitgraaft voordat hij deze gebruikt voor een nieuw broedjaar. Het aantal nesten in een broedkolonie varieert van een tiental tot enkele honderden. Bij een grote kolonie bevinden de holtes dicht op elkaar om ruimte te besparen. Het nest wordt met stro en veren in een ruimte aan het eind van de gegraven tunnel gebouwd.
Van midden tot eind mei legt de oeverzwaluw vier tot zes dofwitte eieren, die grotendeels door het vrouwtje worden uitgebroed. Zij heeft hiervoor een speciale broedplek aan de onderzijde van haar lichaam. Deze plek is niet met veren bedekt, zodat er vrijwel geen lichaamswarmte verloren gaat. Met uitzondering van de meest noordelijke gebieden heeft de oeverzwaluw gewoonlijk twee broedsels per jaar.

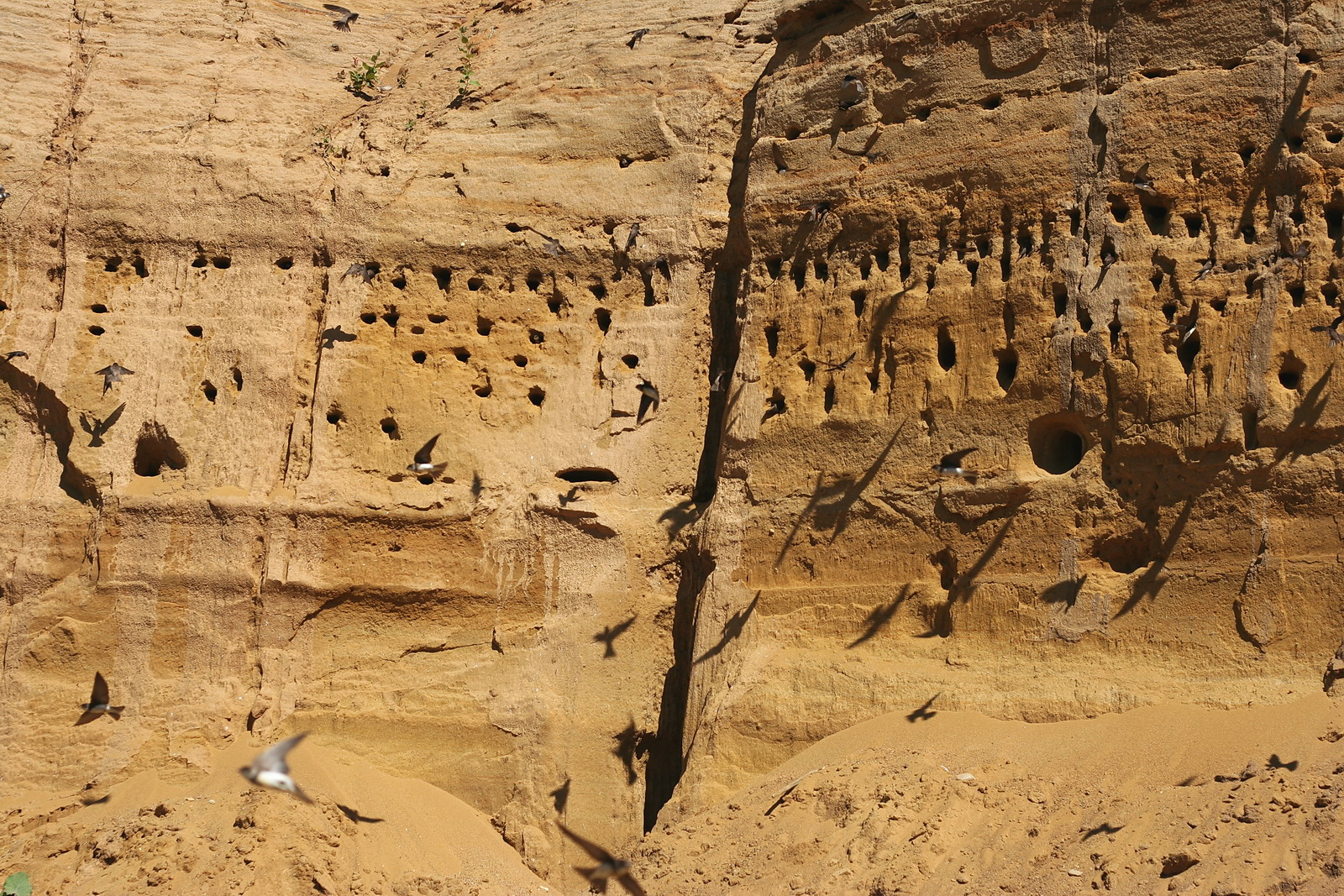
Nesten in een zandwand in Kosovo
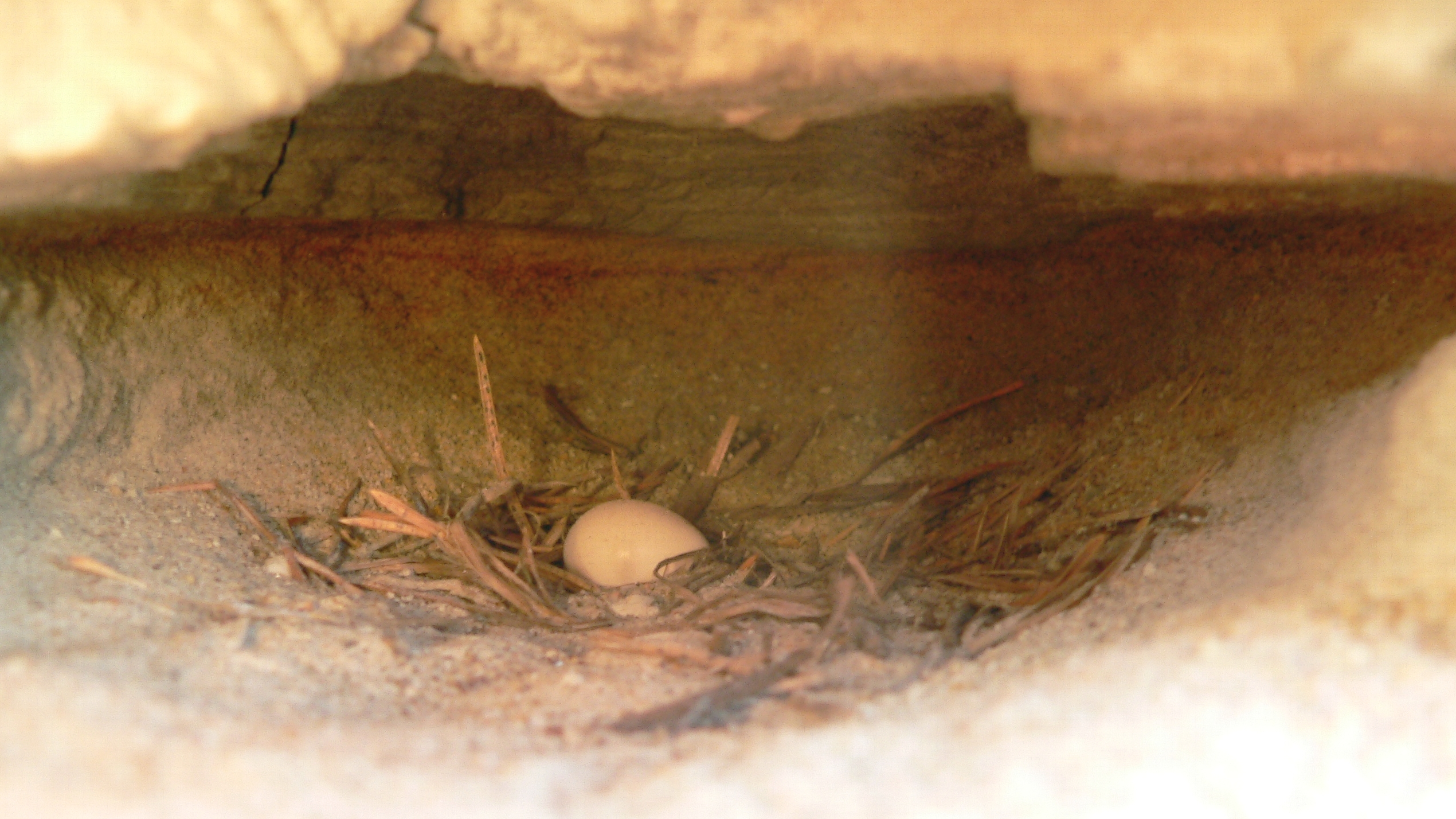
Het nest aan het einde van de tunnel
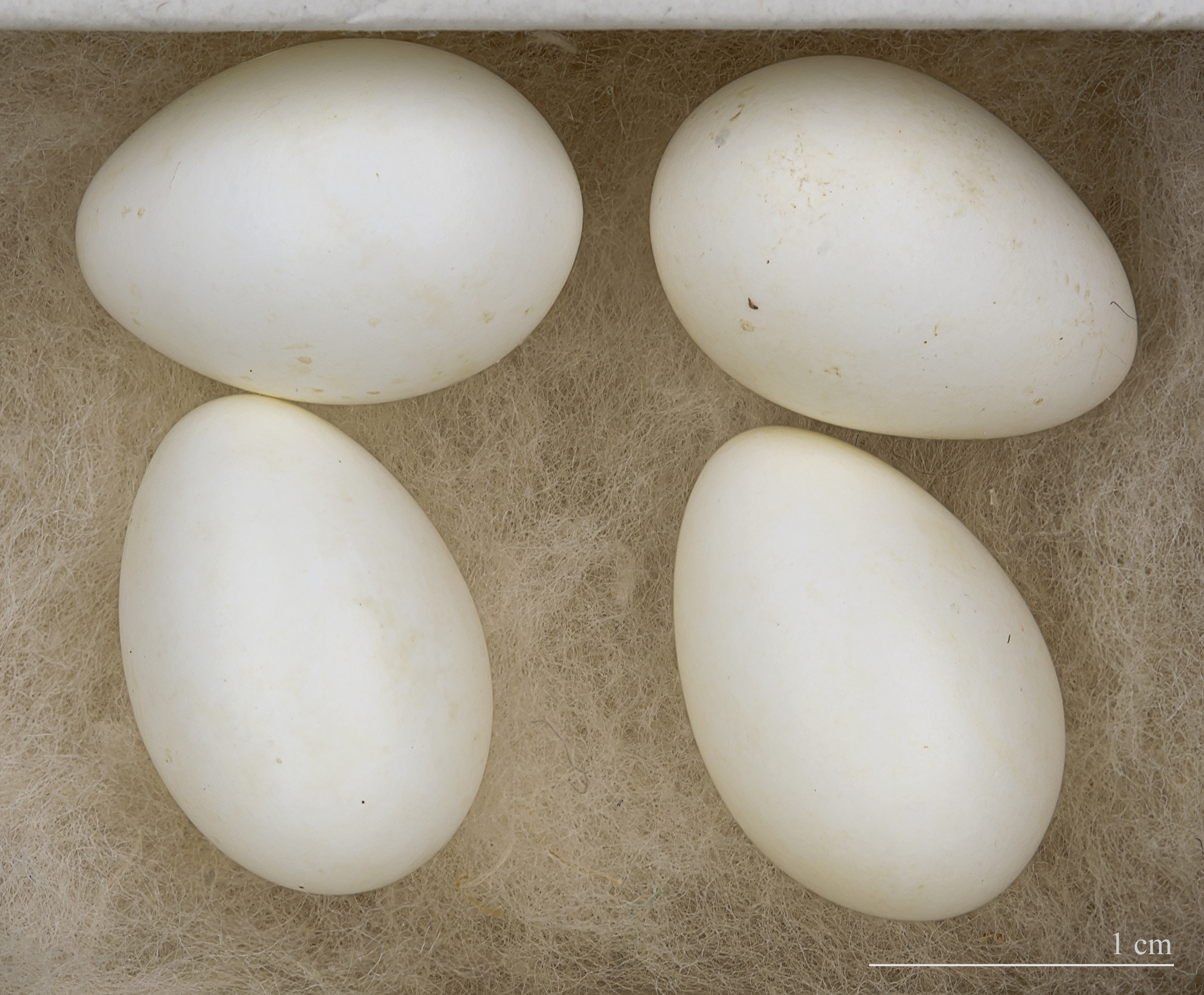
De dofwitte eieren
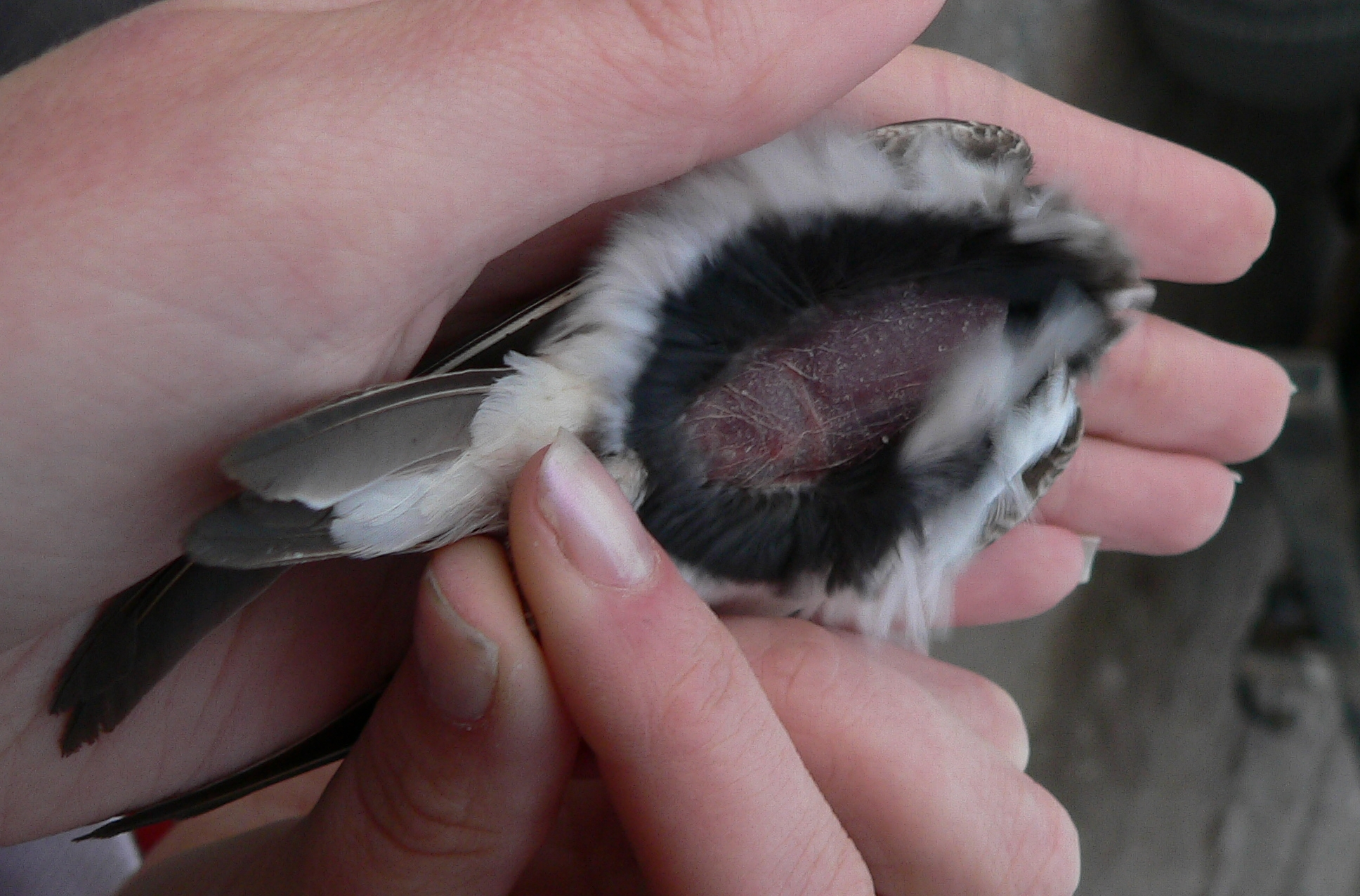
De speciale broedplek bij het vrouwtje
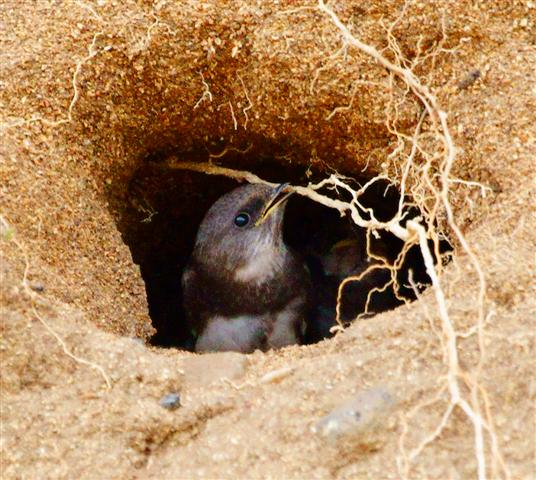
Juvenielen

## Taxonomie

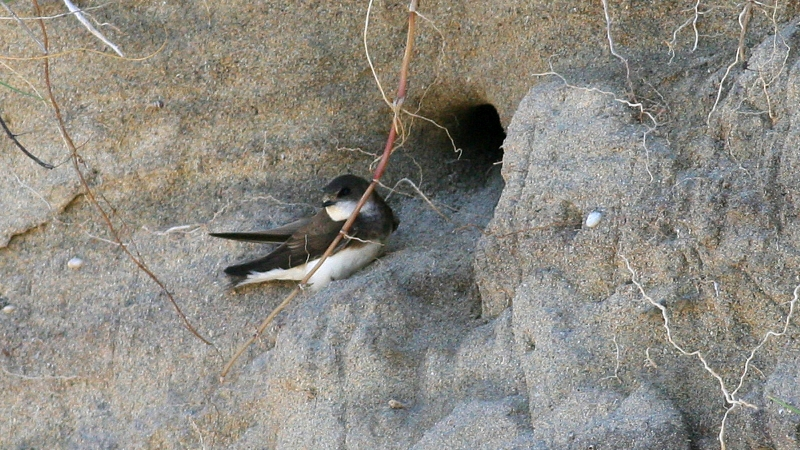
De oeverzwaluw dankt zowel zijn Nederlandse naam als zijn wetenschappelijke naam aan zijn gewoonte om in rivieroevers te broeden.

Toen Carl Linnaeus de oeverzwaluw in 1758 opnam in de tiende editie van zijn Systema naturae merkte hij al de typische broedgewoonte van de oeverzwaluw op:

Habitat in Europae collibus arenosis abruptis, foramine serpentino
(Hij leeft in Europa, in winderige holen in hangende, zanderige heuvels)
— Carl Linnaeus, Systema naturae

Linnaeus vermeldde de oeverzwaluw als Hirundo riparia; de soortaanduiding riparia betekent 'van de rivieroever'. Later werden de zwaluwen in meerdere geslachten ingedeeld en werd de oeverzwaluw de voornaamste vertegenwoordiger van het geslacht Riparia.

### Ondersoorten

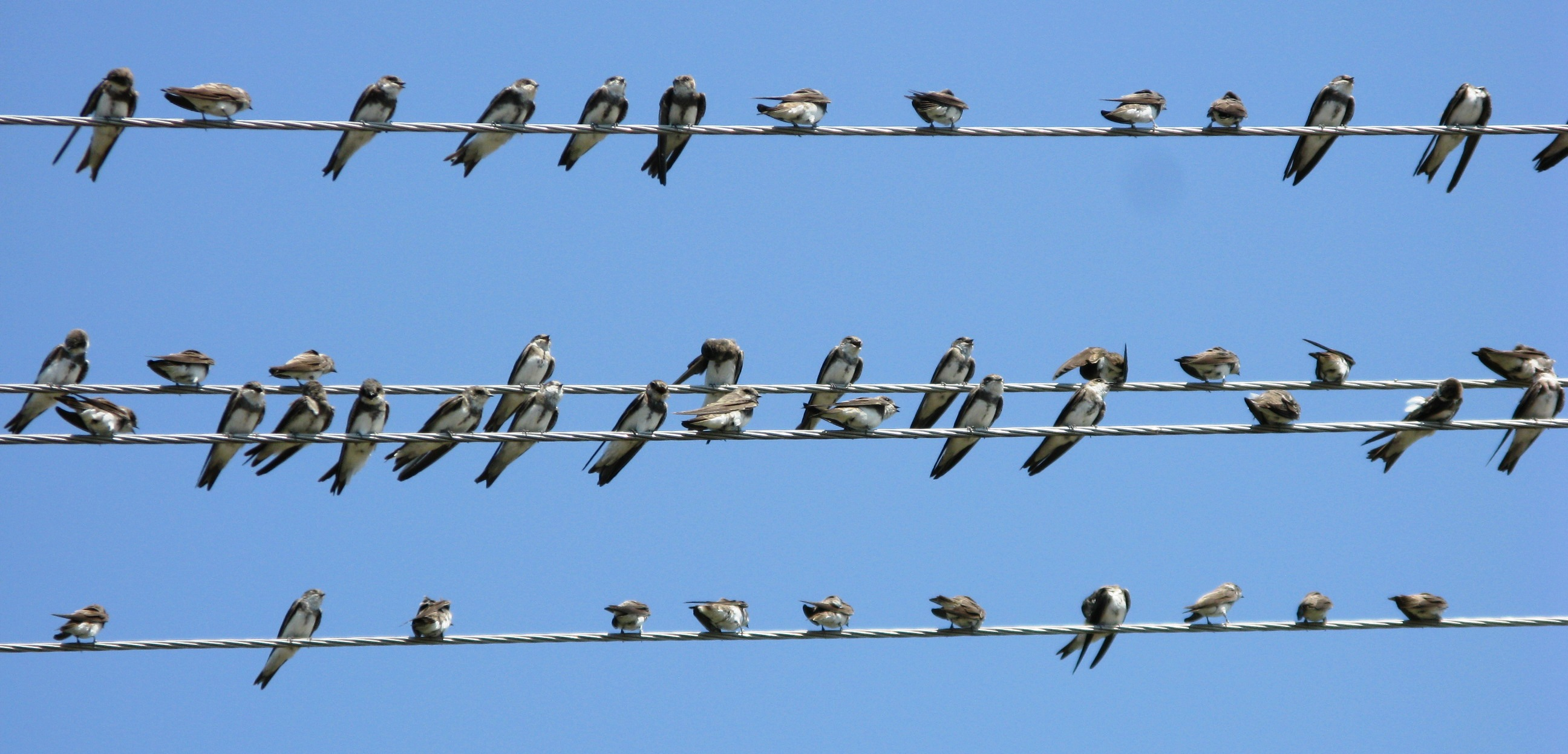
Roestende oeverzwaluwen (R. r. riparia) in Oekraïne

De oeverzwaluw kent vier ondersoorten, elk met zijn eigen leefgebied.
- R. r. riparia: Noord-Amerika, van Europa tot Centraal-Azië.
- R. r. taczanowskii: van zuidelijk Siberië en centraal Mongolië tot oostelijk Siberië.
- R. r. ijimae: Sachalin, de Koerilen en Japan.
- R. r. shelleyi: Egypte.

## Verspreiding en leefgebied
De oeverzwaluw is een kosmopoliet en heeft na de boerenzwaluw het grootste verspreidingsgebied van de zwaluwen. Het broedgebied beslaat grote delen van Noord-Amerika, Europa en Azië. Hij verschijnt rond het einde van maart in zijn broedgebied, in veel gebieden in dezelfde periode als de boerenzwaluw. Rond augustus neemt het aantal oeverzwaluwen in het broedgebied af en aan het eind van september vertrekken de laatste vogels naar de overwinteringsgebieden in Zuid-Amerika, Afrika en de Zuidoost-Aziatische eilanden.
De oeverzwaluw heeft het hele jaar door een voorkeur voor een gebied vlak bij grote waterpartijen, zoals rivieren, meren en soms zelfs de oceaan. In gebergten komt hij derhalve vrijwel niet voor.

### Status
Mede dankzij zijn grote verspreidingsgebied en de specialisatie in het jagen op kleine insecten wordt de oeverzwaluw niet in zijn voortbestaan bedreigd en is de status op de internationale Rode Lijst van de IUCN opgenomen als niet bedreigd. In België staat de oeverzwaluw geklasseerd als 'achteruitgaand' op de Vlaamse rode lijst. Op de Nederlandse rode lijst is de soort niet opgenomen. Volgens Sovon Vogelonderzoek Nederland ligt het aantal broedparen in de periode 2018-2020 tussen de 20.000 en 30.000 en dit is sinds 2000 min of meer stabiel. Regelmatig worden er beschermende maatregelen getroffen voor het behoud van de oeverzwaluw. In Ede werd in 2004 bijvoorbeeld de opening van de nieuw aangelegde Rijksweg 30 uitgesteld totdat de oeverzwaluwen waren uitgevlogen uit een berg zwarte grond op een nabijgelegen bedrijventerrein. Ook worden er kunstmatige broedplaatsen van beton aangelegd, als alternatief voor verdwenen natuurlijke oeverwanden.